# Roby Milione
Roby Milione, pseudonimo di Roberto Derossi (Milano, 1940), è un cantante italiano.

## Biografia
Inizia la sua carriera di cantante e bassista all'inizio dell'estate del 1959, quando decide insieme ad Aldo Salvi (1933-2009) pianista, compositore e scrittore, di dar vita al complesso rock i 5 Astor.
Nell'autunno dello stesso anno, Ladislao Sugar, titolare delle Messaggerie Musicali e della CGD, decide di avere nella propria squadra (Dorelli, Betty Curtis, ecc.) anche un cantante rock. La scelta cade sul diciottenne Roby Milione, che firma un contratto discografico triennale.
L'incarico per il lancio musicale è affidato al maestro Gianfranco Intra, che compone per l'occasione Rock Satana, il cui testo, inusuale per l'epoca, è redatto dal noto paroliere Enrico Gentile. Per il lato B del disco viene scelta la canzone 'country' di Ned Miller, Luna scura (Dark Moon), rielaborata come fast e con testo di Misselvia. L'orchestra diretta da Gianfranco Intra è formata, come era d'uso all'epoca, da una quarantina di elementi (oltre al gruppo vocale I Kronos). Il solo di tromba è affidato a Oscar Valdambrini. L'incisione avviene, nell'ottobre 1959, nello Studio di Carosone.
Il lancio del pezzo, che vede Roby Milione come cantante solista, doveva avvenire soprattutto attraverso la partecipazione all'allora noto programma radio settimanale delle Messaggerie Musicali. Ma tutto si vanifica quando la RAI di Milano, dopo tre settimane di programmazione, decide che la canzone non può più essere trasmessa a causa del suo testo. Un provvedimento di censura che aveva e avrebbe colpito in quegli anni non poche canzoni.. Di fatto, la canzone non ha nulla di "satanico" ed è forse il rock stesso come tale a rappresentare, agli occhi dei benpensanti, motivo di corruzione dei giovani. Nonostante queste difficoltà, il disco otterrà un discreto successo.
Nel 1961 viene pubblicato il secondo 45 giri, con i brani La strada del cielo (cover di Halfway to Heaven di Conway Twittyn, con musica di Aaron Schroeder e Martin Kalmanoff) e Ma credimi (cover di Believe Me dei Royal Teens, con musica di Bob Conte, Mildred Austin e Joseph Villa. Il testo di La strada del cielo è firmato Mogol, quello di Ma credimi da Umberto Bertini. Per l'incisione questa volta vengono scelti i 5 Astor (rinforzati, per l'occasione, con alcuni altri elementi), il complesso con il quale Roby Milione aveva iniziato la sua carriera.
Dopo alcune tournée, Roby Milione e il sassofonista lasciano il gruppo e, mentre gli Astor proseguono con Aldo Salvi e nuovi elementi, il cantante forma un nuovo gruppo con Umbertino Di Caprio, già batterista de I Marcellini.
Dopo questa ulteriore breve esperienza, Roby Milione, verso la fine del 1962, lascia la CGD e abbandona la carriera musicale. Ma non terminerà la storia di Rock Satana perché a distanza di oltre mezzo secolo verrà reinterpretata dalla Rock Gang  "Positiva" che ne farà anche un video interessante e originale.

## Discografia

### Singoli
- 1960: Rock Satana/Luna scura (Dark moon) (CGD, N 9156)
- 1961: La strada del cielo/Ma credimi (CGD, N 9218)